# Алексеенко, Георгий Иванович
Георгий Иванович Алексеенко (1907 г, СССР, Ипатьевский район, Ставропольский край - неизвестно) — советский хозяйственный деятель, Герой Социалистического Труда.

## Биография
Родился в 1907 году в селе Бурукшун. Член КПСС.
В 1929—1941 гг. — рабочий, помощник чабана, чабан овцеводческого совхоза «Золотое руно» Ипатовского района Орджоникидзевского края.
Участник Великой Отечественной войны, трижды ранен.
В 1945—1967 гг. — старший чабан племенного овцеводческого совхоза «Советское руно» Ипатовского района Ставропольского края.
Указом Президиума Верховного Совета СССР от 22 октября 1949 года присвоено звание Героя Социалистического Труда с вручением ордена Ленина и золотой медали «Серп и Молот».
Умер после 1967 года.

## Награды и звания
- Герой Социалистического Труда (22.10.1949)
- Орден Ленина (27.07.1948, 22.10.1949, 30.12.1950)